# مجلس تنظيم قطاع المياه
مجلس تنظيم قطاع المياه هو هيئة حكومية فلسطينية مستقلة تأسست عام 2004، تهدف إلى تنظيم وتطوير قطاع المياه في الأراضي الفلسطينية، وضمان إدارة مستدامة للخدمات المائية وحماية حقوق المستهلكين. يعمل المجلس على مراقبة وتقييم أداء شركات ومؤسسات المياه، وضبط جودة الخدمات المقدمة للمواطنين، بالإضافة إلى وضع السياسات والخطط التي تدعم تحسين قطاع المياه.

## التاريخ والتأسيس
أنشئ مجلس تنظيم قطاع المياه في إطار جهود السلطة الوطنية الفلسطينية لتحقيق إدارة فعالة ومستدامة للموارد المائية في فلسطين، وبهدف الفصل بين الجهات المزودة للخدمات والجهات التنظيمية والإشرافية، وذلك انسجامًا مع توصيات مؤسسات دولية داعمة مثل البنك الدولي والوكالة السويدية للتنمية الدولية (SIDA).
وقد دخل المجلس حيز العمل الرسمي في عام 2004 بعد صدور القانون الأساسي الذي يحدد مهامه وصلاحياته، ليكون الجهة التنظيمية المستقلة المسؤولة عن قطاع المياه في الضفة الغربية وقطاع غزة.

## المهام والاختصاصات
تتركز مهام مجلس تنظيم قطاع المياه في عدة نقاط رئيسية منها:
1. وضع السياسات التنظيمية لقطاع المياه والموافقة على الخطط الاستراتيجية.
2. إصدار التراخيص لشركات المياه العاملة في فلسطين.
3. مراقبة أداء شركات المياه وفرض العقوبات في حال التقصير أو الإخلال بالمعايير.
4. حماية حقوق المستهلكين وضمان حصولهم على مياه آمنة وبأسعار عادلة.
5. تقييم وتطوير البنية التحتية للمياه بالتنسيق مع الجهات المعنية.
6. نشر الوعي حول الاستخدام الرشيد للمياه وحماية الموارد المائية.

## الهيكل التنظيمي
يتكون مجلس تنظيم قطاع المياه من مجلس إدارة يضم أعضاء من مختلف القطاعات الحكومية والمجتمع المدني، ويعمل المجلس تحت إشراف وزارات البيئة والاقتصاد، مع استقلالية في اتخاذ القرارات التنظيمية. ويضم المجلس لجان فنية وإدارية مختصة، يديرها موظفون محترفون في مجال المياه والهندسة والقانون.

## التحديات والإنجازات
يواجه قطاع المياه في فلسطين تحديات عدة منها ندرة المياه بسبب الطبيعة الجغرافية واحتلال الأراضي، ومحدودية التمويل، واحتياجات النمو السكاني المتزايد. ومع ذلك، ساهم المجلس في تحسين جودة الخدمات، وتقليل نسبة الفاقد من المياه، وزيادة كفاءة التشغيل عبر تطوير التشريعات والرقابة المستمرة.
كما شارك المجلس في مشاريع تطوير البنية التحتية بالتعاون مع منظمات دولية مثل برنامج الأمم المتحدة الإنمائي (UNDP) والبنك الدولي، مما ساعد في تأمين مصادر مياه بديلة وتقليل الاعتماد على المصادر غير المستقرة.